# Dominique-Paul Villa
Pour les articles homonymes, voir Villa (homonymie).
 Dominique-Paul Villa (né à Mondavezan le 25 septembre 1735, mort à Perpignan le 24 janvier 1814) est un ecclésiastique qui fut évêque constitutionnel des Pyrénées-Orientales  de 1798 à 1801.

## Biographie
Dominique-Paul Villa est originaire du diocèse de Rieux. Il entre chez les religieux de la Merci dont il devient le provincial. En 1790 il est professeur de morale à l'université de Perpignan. Il prête le serment civique ce qui lui vaut d'être nommé directeur du séminaire par l'évêque constitutionnel du diocèse des Basses-Pyrénées. Pendant la Terreur, il reste à son poste jusqu'au 17 janvier 1794 lorsqu'il est dénoncé pour avoir célébré des obsèques religieuses. Il s'abstient de toute activité religieuse jusqu'au 4 mars 1795. Après le rétablissement du culte, comme l'évêque constitutionnel Gabriel Deville avait apostasié, le diocèse est administré par un « Presbytère » qui est chargé après un synode le 10 mai 1797 préalable au Concile de Paris de la même année d'organiser l'élection d'un nouvel évêque.
Villa est élu évêque au second tour mais il entre immédiatement en conflit avec son clergé notamment avec Mathieu, curé de la cathédrale, un de ses grands électeurs qui se sent floué par une nomination à la simple fonction d'archidiacre. Villa fait une alors une longue tournée pastorale de cinq mois dans son diocèse exigeant des membres de son  presbytère qu'ils ne prennent aucune décision en son absence. Après le Concordat de 1801, il se démet et promet à Arnaud-Ferdinand de La Porte, l'évêque concordataire de Carcassonne à qui le diocèse des Pyrénées-Orientales a été attribué, de quitter le Roussillon. Il rompt son serment en 1804, revient et s'immisce dans un conflit entre l'évêque et les anciens membres du clergé constitutionnel. Sur ordre du gouvernement, le préfet doit intervenir mais il est autorisé à résider à Perpignan où il meurt le 24 janvier 1814.